# Joseph Kakou Aka
Joseph Kakou Aka (ur. 17 sierpnia 1967 w Assinie) – duchowny katolicki z Wybrzeża Kości Słoniowej, biskup Jamusukro od 2023.

## Życiorys

### Prezbiterat
Święcenia kapłańskie otrzymał 23 czerwca 1994 i został inkardynowany do diecezji Grand-Bassam. Był m.in. diecezjalnym dyrektorem Apostolatu Biblijnego, a także sekretarzem pomocniczym oraz sekretarzem generalnym Regionalnej Konferencji Episkopatów Afryki Zachodniej.

### Episkopat
28 grudnia 2022 papież Franciszek mianował go biskupem ordynariuszem diecezji Jamusukro. Sakry udzielił mu 18 lutego 2023 kardynał Fridolin Ambongo.